# Sidi Bernoussi
Sidi Bernoussi (en àrab سيدي البرنوصي, Sīdī al-Barnūṣī; en amazic ⵙⵉⴷⵉ ⵍⴱⵔⵏⵓⵚⵉ) és un districte (arrondissement) de la ciutat de Casablanca, dins la prefectura de Casablanca, a la regió de Casablanca-Settat, al Marroc. Segons el cens de 2014 tenia una població total de 173.189 persones.